# Wojny z plemionami Rogue
Wojny z plemionami Rogue – seria konfliktów zbrojnych między armią USA, lokalnymi milicjami i cywilnymi ochotnikami a grupą plemion indiańskich zamieszkujących dorzecze rzeki Rogue (Shasta, Takelma, Latgawa, Coquille) określanych wspólną nazwą „plemion Rogue River”. Miały one miejsce na terytorium Oregonu w latach 1850–56 (choć czasem mianem wojny z Rogue określa się tylko wydarzenia z lat 1855–56).

## Wstęp

### Pierwsze konflikty
Białych przybywających na terytorium Oregonu pociągały żyzne i rozległe tereny Doliny Willamette, na których zakładali farmy, oraz rozległe lasy, gdzie myśliwi mogli zdobywać cenne skóry. Stosunki między białymi a plemionami zamieszkującymi obszar rzeki Rogue układały się od początku niezbyt dobrze. Już w 1828 Indianie Umpqua napadli na 13 osobową grupę traperów prowadzoną przez Jedediaha Smitha (jedną z pierwszych grup Amerykanów na terytorium Oregonu) i zabili 9 z nich. Jednym z ocalałych był John Turner. W 1834 roku grupa pionierów kapitana Edwina Younga zamordowała dwóch Indian na wyspie na której obozowała. Zwłoki zostały odkryte przez Indian. W czerwcu 1835 John Turner powiódł kolejną – 8 osobową ekspedycję do Kalifornii przez Dolinę Rogue. Efekt był podobny do wyprawy z 1828 – w wyniku napaści Indian nad rzeką Rogue zginęło 4 białych. Jednym z ocalałych był William J. Bailey. W 1837 ruszył na kolejną wyprawę do wraz z innym ocalałym – Georgiem Gayem. W trakcie podróży Gay zastrzelił bez powodu indiańskiego chłopca. Tym razem grupa dowodzona przez Edwina Younga (pędząca bydło) była silnie chroniona i uzbrojona, więc z powodzeniem odparła próby ataków.

### Osadnictwo
W 1841 dr Elijah White (pierwszy agent indiański na tym obszarze) przywiódł do doliny Willamette pierwszy konwój z osadnikami (125 osób). Spis z 1845 wykazał już 698 osadników. Jednak nie była to jeszcze liczba, która mogłaby zagrozić tysiącom Indian zamieszkujących te ziemie.
Jednakże sytuacja zmieniła się drastycznie po uruchomieniu Szlaku Oregońskiego i odkryciu złota w Kalifornii. Fala białych osadników i poszukiwaczy złota wkrótce zalała cały obszar. Biali wkraczali bez pozwolenia na tereny Indian i rabunkowo korzystali z bogactw tych ziem (m.in. drewno, zwierzęta), co zaczęło podcinać podstawy egzystencji tubylców. W 1846 doszło do porozumienia między USA i Wielką Brytanią, które oficjalnie oddawało Terytorium Oregon Stanom Zjednoczonym, co spowodowało nasilenie osadnictwa.
W 1847 było na terytorium Oregonu już ponad 4000 osadników i co roku przybywały tysiące kolejnych. Wtedy też doszło do pierwszej tragedii. 29 listopada wojownicy z plemienia Cayuse wodza Tiloukaikta zaatakowali istniejącą od 11 lat misję Whitmanów w Waiilatpu. Cayuse, których nawracali Whitmanowie nie szanowali indiańskich zwyczajów i popierali osadnictwo białych na terenach Indian. Dodatkowo rozpętała się epidemia odry przyniesiona przez białych osadników. Cayuse podejrzewali o wywołanie epidemii Whitmanów. W wyniku ataku zginęło 13 białych (w tym małżeństwo Whitmanów), zaś 54 dostało się do niewoli (zostali uwolnieni po interwencji kupców Kompanii Zatoki Hudsona, którzy wykupili jeńców z niewoli). To zapoczątkowało wojnę z plemionami północnego Oregonu i południowego Waszyngtonu. Po zakończeniu wojny z Cayusami na pewien czas zapanował spokój. Jednak nie na długo. Ustawa Kongresu USA z 1850 o nadaniu ziemi w Oregonie, skłoniła wielu osadników (według spisu z 1850 na terytorium Oregonu było już 12093 białych osadników) do osadnictwa na terenach Indian (mimo że żadne plemię nie podpisało żadnego traktatu oddającego ziemię). To stało się źródłem kolejnych konfliktów.

## Wzrost napięcia
Tymczasem na terytorium plemion Rogue River na razie utrzymywał się pokój. Ok. roku 1850 plemiona z obszaru Rogue River liczyły ok. 9500 członków. Białych osadników było niewielu i na razie nie wchodzili oni w drogę Indianom. Jednak wkrótce zaczęło się to zmieniać.
Zaraz po egzekucji 5 Cayuse oskarżanych o mord na Whitmanach 3 czerwca 1850, gubernator Joseph Lane z grupą 15 białych i 11 Indian Klickitat (pod wodzą osobnika zwanego Quatley) ruszył w kierunku basenu Rogue River w celu nawiązania kontaktów z miejscowymi plemionami. Udało mu się spotkać z wodzem Rogue imieniem Apserkahar. Na dany znak jego indiańscy sojusznicy obezwładnili wodza, zaś Quatley zagroził podcięciem mu gardła. Lane rozkazał ludziom z doliny Rogue River rozejść się i powrócić w ciągu dwóch dni z dobytkiem skradzionym górnikom. W czasie pobytu w niewoli u gubernatora, Apserkahar poprosił o pozwolenie na używanie imienia Jo, gdyż gubernator mu zaimponował. Lane się zgodził i od tej pory Apserkahar znany był jako Jo. Niemal w tym samym czasie grupa górników podążyła do doliny Illinois (nazwaną ją tak, gdyż górnicy pochodzili z tego stanu), pomiędzy dolną rzeki Rogue River a wybrzeżem. Odkryli oni tam złoto – był to pierwszy przypadek odkrycia złota w południowo-zachodnim Oregonie. Tym razem udało się zachować pokój, gdyż odkrycie nie wywołało najazdu górników ogarniętych gorączką złota zaś górnicy znad rzeki Illinois zdołali zawrzeć osobiste kontakty z miejscowymi tubylcami.
Niedługo po tym pierwszy biały osadnik (Thomas Smith) osiedlił się w górze rzeki Rogue i zaczął hodować tam warzywa, które chciał sprzedawać górnikom z miasteczka Yreka w Kalifornii. Otrzymał on gwarancję bezpieczeństwa od jednego z wodzów, zwanego Tipsu Tyee (uważanego powszechnie za najbardziej krnąbrnego). Jednak wkrótce stosunki się zepsuły. Głównie za sprawą niejakiego Asahela Busha wydającego w Oregon City dziennik „The Oregon Statesman”, który zaczął podawać bałamutne wieści o atakach Indian Rogue River na białych. Według gazety Rogue River mieli zamordować jednego osadnika, a następnie 1, 2 i 3 czerwca dokonać wielu napadów na podróżujących Szlakiem Oregońskim do Kalifornii. Zwieńczeniem był dramatyczny artykuł o niesprowokowanej napaści 3 czerwca 100 do 300 Indian wodza Chucklehead (osobnik skądinąd kompletnie nieznany – nie pojawia się w innej literaturze, nie wiadomo, w jaki sposób walczący na dużą odległość Oregończycy go rozpoznali) na 32-osobową grupę oregońskich górników doktora Jamesa McBride’a (w starciu miał zginąć wódz, oraz 6-7 innych Indian, kilku zostało rannych. Biali mieli stracić 1 rannego). Oregończycy mimo sukcesu – stracili wszystkie konie i towary.
Faktycznie sprawa była bardziej skomplikowana. Na początku maja 1851 mała grupka (3 białych i 2 Indian) idąca w kierunku osady górniczej została napadnięta. Zginął jeden biały (David Dilley). Napastnicy zabrali muły i towary należące do grupy. Mimo iż był to niewielki incydent i nie wiadomo było jacy konkretnie Indianie napadli na grupę – z Yreki wyruszyła wyprawa karna kapitana Longa (30 ludzi). Napadli oni na Indian obozujących wzdłuż Rogue River, gdzie zabili wodza i drugiego Indianina, a także zabrali dwie córki wodza i dwóch Indian jako jeńców. Prawdopodobnie grupa McBride’a natknęła się na Rogue ścigających napastników z Yreki i w wyniku pomyłki doszło do starcia. Jednak wkrótce doszło do dwóch kolejnych incydentów. Tym razem znacznie bardziej krwawych niż przygoda McBride’a. Obydwa wyniknęły z chciwości białych, chcących zagarnąć ziemie umożliwiające im kontrolę nad szlakami łączącymi Oregon i Kalifornię.

### Starcie koło Port Orford
9 czerwca na wybrzeżu kapitan William Tichenor wysadził z parowca Sea Gull 9 marynarzy z 4-funtową armatą. Mieli oni przygotować grunt pod założenie nowej osady – Port Orford, 28 mil na północ od ujścia rzeki Rogue. Osada według fundatorów miała stać się ważnym portem pomiędzy ujściem rzeki Columbia a San Francisco. Miejscowym Indianom Quatomah (z ludu Tutuni) się to nie spodobało. Marynarze umocnili się na małej przybrzeżnej wysepce. Według J.M. Kirkpatricka, dowódcy lądującej grupy następnego dnia odparli oni atak ok. 40 Indian zabijając połowę z nich (inne dane – zginęło 17 Indian, 10 zostało rannych, biali mieli 2 rannych). Po dwutygodniowym oblężeniu, piętnastego dnia rano Indianie znów zaatakowali, lecz po strzelaninie wycofali się. Kirkpatrick zadecydował o ewakuacji posterunku. Kapitan powrócił raz jeszcze w lipcu – tym razem z silną 70-osobową ekspedycją z 4 działami i założył osadę.

### Bitwa koło Table Rock
W tym samym czasie ruszyła w dolinę Rogue ekspedycja Jesse Applegate’a i Levi Scotta poszukująca nowej drogi do Kalifornii poprzez kanion Umpqua. Ekspedycja była ochraniana przez oddział dragonów majora Philipa Kearny’ego z armii regularnej. Po drodze Karny spotkał się z delegacją miejscowych osadników, proszących go o oczyszczenie szlaków z Indian, których uważali za wrogo usposobionych. Kearny postanowił zaskoczyć Indian nad ich łowiskami nad rzeką. 17 czerwca oddział Kearny’ego (67 ludzi) po pięciu dniach forsownego marszu dotarł nad Rogue River koło Table Rock, lecz Indian nie udało się zaskoczyć. Kearny rzucił oddział kapitana Stuarta na północną stronę rzeki, w pogoń za uciekającymi tubylcami. Oddział Stuarta ruszył do szarży z szablami w dłoni, rozbił grupę Indian, lecz dowódca został śmiertelnie ranny strzałą (zmarł następnego dnia). Zaraz potem ruszył do akcji kapitan Walker. Sam Kearny wraz z 17 pozostałymi ludźmi ruszył w celu wyłapania uciekinierów z płonących obozów Indian, lecz nagle stanął twarzą w twarz z grupą 250-300 wojowników. Wojsko musiało się wycofać i wezwać posiłki. W starciu oprócz zabitego Stuarta dragoni stracili 2 rannych (kapitan Peck i 1 żołnierz). Zginęło 11 Indian, rannych miało być 6.

### Druga bitwa koło Table Rock
22 czerwca po przybyciu dodatkowych 100 ludzi, Kearny ruszył raz jeszcze do ataku. Rankiem 23 czerwca jeszcze raz dotarł do Table Rock, gdzie odbyła się półgodzinna strzelanina zaś po południu czterogodzinna bitwa. Popołudniowa bitwa była zaciekła, zostało w niej rannych kilku białych. Indianie wznieśli drewniane zasieki i zasypywali białych setkami strzał. Dopiero następnego dnia, gdy Indianie uciekli ze skały, Kearny ją zajął. W czasie tych działań wyprawa Applegate’a i Scotta odkryła nową, wygodniejszą drogę łączącą Oregon z Kalifornią przez kanion Umpqua.
24 czerwca do Doliny Rogue River przybył teraz już kongresmen Jo Lane (na stanowisku gubernatora Terytorium Oregon zastąpił go John P. Gaines). Lane odnotował, że w toku działań Kearny’ego zginęło ok. 50 Indian i wielu zostało rannych, zaś ok. 30 kobiet i dzieci zostało wziętych do niewoli. W artykule w „Oregon Statesman” wydarzenia te zostały określone jako „napaść Indian” na ekspedycję...
Generał Lane spotkał się z wodzami Indian z Doliny Rogue River, którzy byli zaniepokojeni najazdem białych na ich ziemie i zabraniem ich ludzi w niewolę. Lane – zaproponował, że odda więźniów pod opiekę gubernatora Gainesa bądź Inspertora ds. Indian, którzy będą tam przebywać do chwili podpisania traktatu. Wodzowie przystali na to. Gaines zorganizował spotkanie około 100 tubylcami, na którym „oddali się oni się pod jurysdykcję i protekcję rządu USA” i zobowiązali się zwrócić skradziony białym majątek. W zamian za uległość Gaines obiecał zwolnić więźniów. Trzy miesiące później Inspektor ds. Indian Terytorium Oregonu, Anson Dart nakazał utworzenie agentowi Biura ds. Indian H.H. Spaldingowi utworzenie stacji nad rzeką Umpqua, która przechwytywała by Oregończyków wędrujących do kopalń Kalifornii i namawiała ich do niezaczepiania Indian w dolinie rzeki Rogue. Dart miał nadzieję, iż Spalding zdoła zapobiec kolejnym incydentom. Okazało się jednak, że Spalding nie zdołał na czas ustanowić swej placówki. Gdy w listopadzie z wodzami Shasta – Apserkaharem i Toquahearem spotkał się agent Alonzo Skinder, zaraportował on Inspertorowi Ansonowi Dartowi, iż Indianie są przyjaźni i pokojowo nastawieni.

### Atak na ekspedycję T'Vaulta
Tymczasem konflikt koło Port Orford jeszcze nie wygasł. 24 sierpnia kolejna grupa eksploratorów pod kierownictwem Williama G. T’Vaulta (23 osoby) ruszyła z Port Orford w poszukiwaniu szlaku wiodącego z nowej osady w głąb lądu. Eksploratorzy skręcili w kanion Rogue River by znaleźć drogę przez góry. Gdy zapasy zaczęły się wyczerpywać 13 z nich zawróciło, zaś pozostała dziesiątka doszła do Big Bend – naturalnego mostu nad Rogue River. Tam T’Vault znalazł szlak wiodący jak przypuszczał do rzeki Umpqua. Grupa ruszyła więc na północ gdzie w górach straciła konie. W końcu koło rzeki Coquille została 14 września napadnięta przez miejscowych Indian. 5 białych zginęło, T’Vault i pozostali zawrócili do Port Orford.
Tego samego dnia Anson Dart przybył do Port Orford z 20 dragonami porucznika Augusta Kautza i ustanowił tam posterunek wojskowy. 20 września Dart zawarł porozumienia z 4 wodzami ze szczepów Yoyotan, Youquechee i Quatomah. W traktacie, za 2500 dolarów w ubraniach i dobrach wypłacanych co rok przez 10 lat wodzowie zrzekli się obszaru wybrzeża pomiędzy rzekami Rogue i Coquille – łącznie ok. 600 mil kwadratowych. Według artykułu 2 Indianie mieli niepodważalne prawo do ziemi, na której znajdowały się ich domy w ciągu 10 lat przyznawania renty, a także dostęp do łowisk tak jak dotąd z nich korzystali. W drugim traktacie 5 wodzów szczepu Yasuha zrzekło się ok. 400 mil kwadratowych na południe od rzeki Rogu za dobra wartości 350 dolarów dostarczane co roku przez 10 lat. Traktatu nie podpisało plemię Coquille. Późnym październikiem przybyła do Port Orford z zatoki San Francisco na pokładzie statków Columbia i Sea Gull wyprawa składająca się ze 130 żołnierzy i 87 koni i mułów z kampanii A, C i E 1 pułku dragonów. Ekspedycja została wysłana przez dowódcę Departamentu Pacyfiku generała Ethana Allena Hitchcocka w celu ukarania Coquillów za napaść na T'Vaulta. 60 żołnierzy pułkownika Silasa Caseya dostało lądem do ujścia rzeki Coquille, gdzie połączyło się z łodziami posłanymi morzem. Casey rozdzielił siły wysyłając jedną łódź środkowym ramieniem rzeki a drugą południowym ramieniem. 21 listopada odkryto obozowisko Indian. Następnego dnia cały oddział ruszyło do ataku. W walce śmiertelne rany odniosło dwóch żołnierzy. Śmierć poniosło ok. 15 Indian.

### Starcie koło Table Rock
Południowy Oregon stawał się ważnym dla białych obszarem. Po pierwsze było to terytorium leżące pomiędzy dwoma obszarami osadniczymi białych zaś po drugie – na terenie tym zaczęto odkrywać złoto. W grudniu 1851 złoto odkryto również w dolinie rzeki Rouge (koło obozu poszukiwaczy, który szybko przemienił się w miasteczko Jacksonville). Te czynniki spowodowały gwałtowny napływ białych na ten obszar. Napływ poszukiwaczy złota powodował wzrost napięcia pomiędzy białymi a tubylcami. W tej sytuacji każdy incydent mógł spowodować wybuch. Do pierwszego takiego wybuchu doszło w Kalifornii w lipcu 1852, gdy po śmierci jednego z białych, górnicy postanowili „eksterminować” miejscowych Shasta. Wieści tych wydarzeniach szybko dotarły do doliny Rouge (którą również zamieszkiwał odłam Shasta) wywołując zrozumiałe podgrzanie nastrojów. W tym czasie w Dolinie, niedaleko wioski wodza Toqueheara osiedlił się lekarz George Ambrose. Toquehear wdał się z nim w spory, żądając od niego by opuścił tę ziemię, gdyż już ją sprzedał T’Vaultowi. 15 lipca 1852 Agent Skinner dowiedział, się, iż koło domu Ambrose’a niedaleko Table Rock nad Rogue River obozuje oddział Kalifornijczyków oskarżanych przez tubylców o mordowanie ich braci w Kalifornii. Według informacji jakie otrzymał Skinner na grupę miał zamiar uderzyć Toquahear.
Jednocześnie przyszła wieść, że górnicy z Jacksonville utworzyli 80-osobowy oddział milicji do walki z Indianami. Skinner pognał do Jacksonville próbując powstrzymać milicję od walki, zanim nie porozmawia z wodzami Rogue. Ludzie z Jacksonville udali się mimo w kierunku domu Ambrose’a, lecz dali Skinderowi trochę czasu. Toquahear powiedział Skinderowi, że nie jest zły na białych i jest gotów spotkać się z nimi następnego dnia. Następnego dnia okazało się, że pośród Kalifornijczyków jest Indianin Rogue, który został przez nich „aresztowany” po zarzutem zabicia białego w Kalifornii. Skinner zażądał jego uwolnienia, lecz Kalifornijczycy odmówili. Godzinę później przybyła kompania milicji z Jacksonville. Skinner udał się do obozu Apserkahara i Toquahear położonego po drugiej stronie rzeki i namówił ich, żeby udali się wraz z nim na spotkanie. Gdy jednak zbliżyli się do rzeki okazało się, że wszyscy biali siedzą z bronią na koniach. Skinner zaczął domagać się, by odłożyli oni broń i usiedli na ziemi. Tak się jednak nie stało. Część Indian przekroczyła rzekę, lecz część była nieufna i nie chciała wejść do obozu białych. Kiedy Skinner wrócił na drugą stronę rzeki by ich przekonać, ochotnicy kalifornijscy i oregońscy zaatakowali grupę, która już przeszła na drugą stronę rzeki (20-25 osób) i zabili 4 tubylców (inne dane mówią o 20 zabitych). Uciekający byli ścigani przez 20-25 mil. Zginęło kolejnych 2-3 Indian. Starcie nie doprowadziło jednak do wybuchu otwartej wojny, jednak większość Indian, którzy wierzyli w pokojowe intencje białych uciekła tracąc nadzieję na pokojowe ułożenie stosunków z białymi. Powracający do Jacksonville ochotnicy zostali powitani jak bohaterowie.
Zima 1852-1853 była bardzo chłodna i ciężka. Indianie ciężko odczuli na swej skórze obecność białych. Biali zabijali i płoszyli zwierzynę w lasach, wycinali dęby, które dostarczały tubylcom żołędzi, roboty górnicze zanieczyszczały rzeki powodując zmniejszenie połowów ryb. Powodowało to, że Indianie zaczęli przymierać głodem. Chwytali się desperackich środków by zdobyć żywność. Dwóch zdesperowanych Rogue udało się do Jacksonville, by wymienić trochę złota za żywność. Osadnicy jednak zastrzelili ich wychodząc z założenia, że skoro Indianie mają złoto to z pewnością je ukradli.
Wiosną 1853 nowym federalnym Inspektorem ds. Indian na Oregon został Joel Palmer. W tym czasie rząd USA zaczął wprowadzać nowy program umieszczanie Indian na Zachodzie w rezerwatach. System rezerwatów miał rozwiązać problemy rządu z Indianami. Jego twórcą był nowy Komisarz do spraw Indian George Manypenny. W założeniu umieszczenie Indian w oddalonych od skupisk białej ludności rezerwatach miało zakończyć konflikty między tubylcami a białymi oraz chronić Indian przed wyniszczeniem oraz chronić ich ziemie. Jednocześnie w rezerwatach miano wprowadzać programy zmierzające do „ucywilizowania” tubylców (np. nauka uprawy roli, szkoły itp.). Miało to w ostateczności doprowadzić, iż Indianie żyliby w bezpieczeństwie i dobrobycie. Jednak teoretycy nie wzięli pod uwagę uprzedniej klęski już dwóch podobnych programów (XVII wiecznego systemu misji purytańskich w Nowej Anglii i XVIII wiecznego systemu misji w hiszpańskiej Kalifornii). W 1855 Manypenny powiedział, iż system rezerwatów to „nieunikniona konieczność”, która wkrótce będzie przez wszystkich zaakceptowana. Także przez białych osadników, którzy zrozumieją, że nowe domy Indian są „zasiedlone, stałe i niezmienne” i zaczną uważać Indian za przyjaciół i sąsiadów. Z drugiej strony Indianie mieli przestać patrzeć na białych z podejrzliwością i nieufnością i podnieść swój poziom cywilizacyjny. To wszystko miało okazać się mrzonką.

## I wojna z Rogue
Zgodnie z nową polityką, 23 czerwca 1853 Palmer wysłał list, w którym zapowiadał utworzenie dla tubylców „nowego domu oddalonego od osiedli”, gdzie mieli być oni chronieni przed „działaniami szkodliwych białych ludzi”. Indianie mieli postawić komfortowe domy, mieli otrzymać szkołę oraz pomoc we wprowadzeniu rolnictwa i chrześcijaństwa. A jeśli mimo to nie podniosą się, rząd miał zrobić wszelkie wysiłki w celu uratowania „upadłej rasy”.
Tymczasem jednak doszło do kolejnych incydentów. Zaginęło 7 górników poszukujących złota na wyspie na rzece Rogue. Indianie twierdzili, że utonęli oni podczas wiosennego przyboru wody. Jednak biali nie uwierzyli im. Twierdzili, iż górnicy zostali zamordowani przez grupę wodza zwanego Taylor. Osadnicy twierdzili te, iż w jego obozie przetrzymywana jest biała kobieta. 1 czerwca grupa uzbrojonych mieszkańców Jacksonville wtargnęła do obozu Taylora i powiesiła go wraz z trzema innymi tubylcami. Poszukiwania białej kobiety nie przyniosły rezultatu, więc biali ostrzelali wieś zabijając kolejnych sześciu Indian.
4 sierpnia zginął osadnik Richard Edwards. Badająca jego śmierć komisja stwierdziła autorytatywnie, że musieli to zrobić Indianie, mimo że nie było na to 100% dowodów. 5 sierpnia zginęło kolejnych dwóch (Wills i Noland), zaś 2 zostało rannych. O te ataki oskarżono również Indian Rogue. „Oregon Statesman” w histerycznym tonie określał te mordy jako wstęp do „eksterminacji białych”, którą jakoby przygotowywali Indianie Rogue. Dziennikarz określił Indian Rogue jako dobrze uzbrojonych i z dużymi zapasami amunicji. Stwierdzał, że w okolicy Table Rock Rogue zgromadzili 300-400 wojowników, którzy według niego zadeklarowali, iż „będą walczyli dopóki ostatni z nich nie zginie, bądź nie odniosą zwycięstwa”. Naturalnie tego typu artykuły nie doprowadziły do zmniejszenia stanu napięcia.
Panikarskie nastroje podgrzewane przez prasę doprowadziły do koncentracji oddziałów regularnych i milicji w Jacksonville pod dowództwem kapitana Bradforda R. Aldena. Miał on ze sobą 10 żołnierzy z 4 pułku piechoty oraz kompanie ochotników z Yreka w Kalifornii i z Jacksonville – łącznie ok. 200 ludzi. Wojsko skoncentrowało się w Camp Stuart – obozie nazwanym tak na cześć zabitego w bitwie pod Table Rock w 1851 porucznika Stuarta. 7 sierpnia schwytano 3 Shasta w barwach wojennych. Zostali oni uznani za winnych śmierci Willsa i Nolanda i powieszeni w Jacksonville. Nie do końca usatysfakcjonowani górnicy złapali i powiesili indiańskiego chłopca, który nie miał nic wspólnego z morderstwami. 7 czerwca oddział Isaaca Hilla zaatakował Indian kilka mil od Ashland zabijając sześciu (w odwecie za ten atak Indianie napadli 17 czerwca na obóz emigrantów koło Ashland zabijając dwóch i raniąc czterech). 11 sierpnia Alden planował atak na Rogue, którzy jak przypuszczał obozowali koło Table Rock. Jednak plan załamał się, gdy przybył jeździec z nowiną, iż w dolinie przebywają duże siły Indian, którzy zabili 2 białych (koło Willow Springs została napadnięta 5-osobowa grupa prowadzona przez Williama T'Vaulta. T’Vault ponownie uniknął śmierci, lecz 2 jego kompanów zginęło) i podpalają stogi siana. Spanikowani ochotnicy rozproszyli się. Jednak nie zatrzymało to walk.

### Potyczka pod Williams Creek
Już 12 sierpnia doszło do walki ok. 20 ochotników pod dowództwem porucznika Burrella Griffina z grupą Indian wodza Johna. Biali zostali zaskoczeni koło Williams Creek na szlaku Applegate i stracili dwóch zabitych, zaś porucznik Griffin został poważnie ranny. Oddział musiał się wycofać. Indianie stracili 5 zabitych i rannych.

### Potyczka pod Evans Creek
17 sierpnia porucznik Ely z Yreki wraz z 22 ludźmi odkrył obóz szczepu Takelma wodza Toquaheara 15 mil na północ od Table Rock. Ely wysłał wiadomość do Camp Stuart i wycofał się na polanę pomiędzy dwoma strumieniami o brzegach zarośniętymi wierzbami wpadającymi do Evans Creek. Toquahear odkrył ludzi Ely’ego i wysłał ludzi w zarośla wierzbowe w celu ataku. Już pierwsze strzały Rouge zabiły 2 ludzi Ely’ego. Wtedy biali wycofali się na zarośnięty sosnami stok, gdzie utrzymywali się przez dalsze trzy godziny, zanim nie nadeszła odsiecz kompanii Jamesa P. Goodall’a. Toquahear wycofał się uprowadzając 18 koni i mułów oraz część broni i amunicji Ely’ego. Łącznie Ely stracił 6 zabitych i 4 rannych (w tym on sam). Indianie mieli tylko kilku rannych. Tego dnia miał też zginąć w dolinie jeszcze jeden osadnik lub emigrant.
20 sierpnia Alden przekazał dowództwo generałowi Josephowi Lane.
22 sierpnia Lane z pięcioma kompaniami wojska, wspierany przez Indian Klamath ruszył w głąb doliny Rouge, w kierunku Table Rock. 24 czwartego sierpnia wojsko przekroczyło Evans Creek. Tam zauważono obóz Indian.

### Bitwa pod Evans Creek
Około 200 Indian z grup wodzów Toquaheara (zwanego Samem), Apserkahar (zwanego Joe) i Anachaharaha (zwanego Jimem) obsadziło linię obronną opartą o pnie drzew i krzaki. Alden poprowadził frontalne natarcie, podczas gdy kompania Jacoba Rhodes’a uderzyła z flanki. Walka toczyła się do wieczora, kiedy Indianie zasygnalizowali gotowość do podjęcia rozmów. Lane zgodził się i umówiono się na spotkanie koło Table Rock. Bitwa kosztowała białych 3 zabitych i 5 rannych, z których 1 zmarł. Wśród rannych znaleźli się generał Lane i Alden. Indianie stracili 8 zabitych i 20 rannych, z czego 7 śmiertelnie. Rozmowy rozpoczęły się 3 września zaś uczestniczyli w nich Toquahear i Apserkahar.
Mimo zawieszenia broni jakiś czas trwały jeszcze incydenty – zwłaszcza ze strony ochotników, których nie było pod Evans Creek. 28 sierpnia kompania ochotników kapitana Owena zwabiła pod pretekstem rozmów 5 Indian do domu w Grave Creek i tam – rozbrojonych – zabiła. W odpowiedzi Indianie spalili kilka chat osadników po czym koło Long's Ferry ostrzelali z zasadzki maszerującą kompanię zabijając 3 ochotników. Inny kapitan ochotników – Williams zaprosił do swego obozu jednego z wodzów Indian i zastrzelił go. Ten wypadek mógł doprowadzić do zerwania rozmów i wymordowania komisji pokojowej, lecz Indianie stwierdzili, że honor nie pozwala im zabić bezbronnych ludzi. Ostatecznie zawarto dwa traktaty. 8 września „Traktat o pokoju” i 10 września „Traktat o sprzedaży ziemi”. Toquahear twierdził później, że został wprowadzony w błąd ponieważ żaden z negocjujących nie znał dobrze obu języków – angielskiego i ludzi Rogue. Rozmowy najpierw były tłumaczone na „żargon Chinook” a potem na angielski lub język Rogue. To mogło prowadzić do błędów. W traktacie Indianie zrzekali się 2000 mil kwadratowych ziemi za 60 tysięcy $, z których 15 tysięcy $ miało być przekazane na pokrycie szkód białych osadników, jakie ponieśli oni w wyniku wojny. Reszta miała być wypłacana w formie koców, ubrań, narzędzi rolniczych, zapasów i innych rzeczy, które będą potrzebne plemionom. Dla trzech głównych wodzów miały być wybudowane domy. Dla plemion Rogue został utworzony Rezerwat Table Rock o powierzchni około 100 mil kwadratowych z Table Rock w południowo-wschodnim rogu. Pod traktatem podpisali się wodzowie Apserkahar, Toquahear, Anachahrah, Tecumtum i Limpe. Traktaty zakończyły pierwszy etap konfliktu, który okazał się dość kosztowny dla USA. Łącznie walki kosztowały ok. 250 tysięcy $. Mimo że w trakcie walk w 1852 i 1853 Rogue nie byli w stanie (jak to wieścił „Oregon Statesman”) przeprowadzić eksterminacji białych, jednak byli w stanie stawić silny opór (co pokazały zwłaszcza starcia z sierpnia 1853). Mimo że mogli nadal walczyć i bronić swych ziem, zdecydowali się na pokój i oddanie dużego obszaru białym i zgodzili się zamieszkać w rezerwacie. Okazało się jednak, że Rezerwat Table Rock miał być tylko przejściowym rozwiązaniem, gdyż Inspertor Palmer już zdecydował, że Indianie muszą opuścić dolinę rzeki Rogue. Na razie jednak nie wiedział dokąd miałby ich przesiedlić. Nie bez goryczy Toquahear wyrzucał 4 lata później generałowi Lane, iż ten w trakcie rozmów zapewniał go, iż Table Rock pozostanie na stałe w rękach Indian.

## Między wojnami
Na razie jednak zapanował krótkotrwały pokój. Palmer zadecydował, że by tymczasowo (zanim Indian się przesiedli) powstrzymać incydenty pomiędzy górnikami a Indianami należy wznieść posterunek militarny w dolinie pomiędzy Jacksonville a rezerwatem Table Rock. Został on nazwany Fort Lane. Stacjonowały w nim 3 kompanie piechoty i 1 kompania dragonów liczące przeciętnie 25 żołnierzy każda. Na wybrzeżu, w Port Orford, pozostał tylko mały oddział dragonów. Tam właśnie miały miejsce na początku 1854 miało miejsce kilka incydentów.

### Atak na wioskę nad Deer Creek
Pierwszy przypadek miał miejsce w małej wiosce nad potokiem Deer Creek na wschód od rzeki Illinois dopływu rzeki Rogue, w miejscu położonym mniej więcej w połowie drogi między wybrzeżem a doliną Rogue. Do miejscowego agenta ds. Indian Samuela Culvera przybyła deputacja górników z doliny rzeki Illinois skarżąc się, że 18 stycznia 1854 inna grupa górników z obozu zwanego Sailor’s Diggings napadła na obóz Indian nad Deer Creek. Górnicy z doliny Illinois mieli zawarty prywatny układ z miejscowymi Indianami i obawiali się, że napaść ludzi z Sailor’s Digins zaprzepaści ich pokojowe współżycie z tubylcami. Na miejsce został wysłany kapitan A.J. Smith z 1 pułku dragonów. Stwierdził on, iż 19 osobowa grupa z Sailor’s Diggings zniszczyła niewielki obóz, w którym było zaledwie siedem kobiet i trójka dzieci. Napastnicy zabili kobietę w ciąży oraz dwójkę dzieci. Kolejne trzy kobiety i dziecko zostały zranione.

### Incydent nad rzeką Coquille
Kolejny, dużo bardziej krwawy incydent miał miejsce już 28 stycznia nad rzeką Coquille. Po odkryciu na plażach Whisky Run na północ d ujścia rzeki Coquille złota, nastąpił tam gwałtowny najazd poszukiwaczy złota. Pod koniec roku 1853 powstałe tam miasteczko Randolph liczyło ponad tysiąc mieszkańców. Stosunki między Indianami Coquille a górnikami były napięte. Dochodziło do incydentów, Indianie kradli białym towary. Górnicy uznając, że okoliczni Indianie są wrogo nastawieni zorganizowali 40-osobową kompanię i rankiem 28 stycznia zaatakowali pod przywództwem George’a H. Abbota obóz Coquillów. Indianie byli wobec napastników prawie bezbronni – mieli tylko 3 strzelby. Obóz został przez milicję zniszczony, zginęło 15 mężczyzn i 1 kobieta, 4 Indian zostało rannych, zaś 20 uprowadzono w niewolę. Wieś została spalona. Milicja powróciła do domów bez strat, w przekonaniu, że „zapobiegła indiańskiemu powstaniu”. Miejscowego agenta F.M. Smitha nie przekonały wyjaśnienia Abbota. „Dlaczego nie zaczekali na mnie?” pytał w swym raporcie dla Palmera. I dalej wyjaśniał – dlatego, że byłby pokój a górnicy stracili by „przyjemność i sposobność załatwienia sprawy ich własnymi osobliwymi środkami”. Sarkastycznie określił ich jako „śmiałych, walecznych i mężnych ludzi”, którzy zaatakowali pokojowe i bezbronne plemię Indian po to by spalić wieś i zabić szesnastu ludzi. A wszystko to z powodu podejrzenia, że chcą oni wyrzucić ze swej ziemi trzystu białych ludzi.

### Incydent nad rzeką Chetco
15 lutego doszło do kolejnego incydentu. Tym razem w ujściu rzeki Chetco, niedaleko granicy z Kalifornią. Miejscowi Indianie żyli z białymi w pokoju i wykonywali na rzecz górników usługi przewozowe przez rzekę. Pod koniec 1853 osadnik nazwiskiem Miller zbudował chatę ok. ćwierć mili od ujścia rzeki w środku jednej z ich wiosek (ok. 20 domów). Miller miał zamiar przejąć „biznes przeprawowy” z rąk Chetco zaś wioskę upatrzył sobie jako dogodne miejsce dla zbudowania miasta. Dla własnej ochrony sprowadził grupę Kalifornijczyków – ludzi już wcześniej biorących udział w walkach z Indianami. Miller namówił Chetco by sprzedali mu swe karabiny – miał to być wstęp dla dobrosąsiedzkich stosunków. Następnie, 15 lutego wraz z ok. 8 uzbrojonymi po zęby Kalifornijczykami napadł na wioskę Chetco. Zginęło kilkunastu Indian (od 12 do 23), zaś wieś została spalona. Palmer, który przybył później na miejsce tragedii nie był w stanie nawiązać kontaktu z tubylcami, gdyż zaczęli oni unikać białych. Miller został aresztowany za tę zbrodnię, jednak już po sześciu tygodniach był wolny – sąd uznał, że dowody są „niewystarczające” zaś atak był „usprawiedliwiony”.
Tymczasem w dolinie Rogue na razie nie było ataków, lecz to nie znaczy, że tamtejszym Indianom wiodło się lepiej. Zgodnie z traktatem agent Samuel Culver przemieścił Indian do rezerwatu Table Rock. Zima znów ciężko dała im się we znaki – Tym razem w rezerwacie wystąpiła epidemia, z którą Culver nie był w stanie sobie poradzić. Oprócz chorób w rezerwacie zagościł też głód. Culver zanotował, że Indianie nie mogli polować, gdyż prawo stanowe zabraniało im zakupu amunicji. Tubylcy nie mogli też żywić się tradycyjnymi jadalnymi korzeniami, gdyż biali zniszczyli większość poprzez orkę i wypchnęli Indian z obszarów ich występowania. Jedynie łososie były wciąż dostępne, więc ludzie wodza Tecumtuma otrzymali pozwolenie na powrót na swoje dawne ziemie. Z głodu i chorób mogło umrzeć nawet 20% mieszkańców Table Rock. Tak więc Palmer podróżujący pod koniec kwietnia 1854 przez dolinę Rogue w celu zbadania incydentu nad rzeką Chetco zaraportował, iż istnieje możliwość wybuchu kolejnego konfliktu z powodu głodu, zarazy i uporu wodza Tipsu Tyee. Odnotował też, iż wielu ludzi uciekło przed zarazą w góry. Palmer odwiedził także kilka szczepów Indian Umpqua, którzy byli „nieszczęśliwi, rozchorowani i prawie zagłodzeni. Ich niezwykły brak zapobiegliwości i sroga zima doprowadziły do sytuacji, że od zagłady ratowała ich sporadyczna pomoc okazywana przez kilku białych osadników”. Palmer zdawał się nie dostrzegać związku przyczynowo-skutkowego pomiędzy kondycją Umpqua a zmianami przyniesionymi w związku z białą kolonizacją. Musiał się orientować, że nowe prawo, zakazujące sprzedaży broni palnej Indianom oznacza, że nie mogą oni polować, co i tak już wcześniej było ciężkie ze względu na obecność białych na ich terenach łowieckich. Musiał też wiedzieć, że działalność farmerów i hodowców bydła drastycznie zmniejsza możliwość pozyskiwania przez tubylców jadalnych korzeni i nasion. Także to co on przyjmował za „brak zapobiegliwości” było być może spowodowane przez tych ludzi, którzy dawali Umpqua ową „sporadyczną pomoc”.

## II wojna z Rogue
Tipsu Tyee, który w końcu też podpisał traktat, odmówił udania się ze swoimi ludźmi do rezerwatu. Jego syn był podejrzewany o morderstw osadnika a sam Tipsu Tyee o uknucie spisku w celu zamordowania Anachahraha, który był bardzo aktywny i pomocny przy poszukiwaniach i aresztowaniach Indian podejrzewanych o rabunek minia białych. Anachahrah został zastrzelony z domu białych osadników z Jacksonville. Towarzysze wodza rozpoznali w strzelcu członka szczepu Tipsu Tyee. To wyjaśnienie nie brało pod uwagę tego, jak uzbrojony członek szczepu tradycyjnie wrogiego białym znalazł się w domu białego osadnika. Palmer nie wziął pod uwagę tych wątpliwości i z miejsca oskarżył Tipsu Tyee. Palmer rzucając oskarżenie zapomniał też o własnym raporcie, w którym pisał o białych, którzy z własnego wyrachowania podburzają Indian do wojny. Późniejsze komentarze mówiły, że Tipsu Tyee był solą w oku białych w Dolinie Rogue. Po pojawieniu się przypuszczeń o udziale Tipsu Tyee w spisku, Palmer ruszył z 40 dragonami do jego obozu. Wódz uszedł pościgowi, lecz nie śmierci. On, jego syn i zięć zostali zabici ok. 18 maja przez grupę Indian Shasta, którzy przypuszczali, iż dzięki śmierci Tipsu Tyee skończą się problemy z białymi. Jednak ochotnicy i Indianie z centralnego Oregonu, którzy przyłączyli się do pogoni schwytali Shasta i ruszyli z nimi do Fort Jones. Podczas marszu ich wódz został oskalpowany i utopiony a kilku innych Shasta zostało zastrzelonych. Mniej więcej w tym samym czasie do Doliny Illinois wkroczyła grupa Kalifornijczyków poszukujących morderców białego człowieka. Byli oni zdeterminowani zabić każdego napotkanego Indianina. Ich pierwszą ofiarą był syn Tecumtuma, który ranny zdołał jednak uciec i ostrzec innych. Kolejnym incydentem był gwałt na Indiance w Jacksonville w sierpniu, w biały dzień na oczach wielu ludzi. Nikt by się zapewne tym nie przejął, gdyby jednym z gwałcicieli nie był lokalny polityk z partii Wigów, David Logan. Mimo to incydent nie zaszkodził wiele karierze Logana, który już 3 lata później był jednym z polityków piszących konstytucję Oregonu.
Na początku 1855 ze stanowiska agenta ds. Indian w rezerwacie Table Rock został zwolniony Samuel Culver. Przyczyną było oskarżenie o wykorzystywanie stanowiska dla własnych prywatnych celów (miał sprzedawać osadnikom siano z terenu rezerwatu). Na stanowisku zastąpił go George Ambrose. Otrzymał on tę pracę (podobnie jak jego odpowiednik na wybrzeżu Ben Wright, znany z masakry Modoków w 1852) dzięki łapówkom. To jego kłótnie z Toquehearem były jednym z powodów konfliktu latem 1852. W późniejszym czasie zasłynął z listu, w którym usprawiedliwiał mordy na Rogue dokonywane przez osadników i wzywał do eksterminacji Indian. Wiosną 1855 większość tych Rogue, którzy opuścili rezerwat, uciekając przed zarazą, nadal znajdowała się poza jego granicami. W kwietniu Ambrose raportował, iż jest silnie naciskany przez osadników w sprawie Indian znajdujących się poza rezerwatem. Wódz Konechequot został postrzelony w ramię w dolinie potoku Applegate zaś jego ludzie mieli zamiar udać się do doliny Illinois. Ambrose raportował, iż bez dostaw żywności – Indianie nie powrócą do rezerwatu, zaś jeśli ich się do tego zmusi – zginą z głodu. Podróżujący doliną Rogue późną wiosną i wczesnym latem 1855 wydawca gazety „Oregonian” T.J. Dryer opisał w swej relacji trudną sytuację w Dolinie wywołaną przez suszę. Szlak przez kanion Umpqua okazał się niezmiernie ciężki, więc ruch tam był niewielki. Wiele farm w dolinie było opuszczonych, zaś Jacksonville wciąż bardziej przypominało obóz górniczy niż miasto z prawdziwego zdarzenia. Panująca susza a tym samym drastyczne obniżenie poziomu rzek i strumieni podcięły korzenie głównej gałęzi gospodarki w tym rejonie – wydobycia złota. Dryer wysnuł wniosek, iż ciężka sytuacja może skłonić białych do wywołania kolejnej wojny z Indianami. Na wzrost nastrojów pro wojennych mogła mieć też wpływ wizyta czerwcu i lipcu federalnego płatnika, który wypłacał w okolicy pieniądze za kampanię 1853 roku. Ochotnicy dostali łącznie 70200 $, miejscowi dostawcy zaopatrujący wojsko otrzymali 151400 $. Łącznie było to 221600 $ (według cen z lat 90. XX wieku – 4,4 miliona $). Idea wywołania wojny z Indianami w celu czerpania profitów finansowych nie była wcale nowa. Już od pięciu lat wielu sąsiedzi z południa – Kalifornijczycy - prowadzili wojny z Indianami w celu odniesienia finansowych korzyści. Z drugiej strony – spora grupa wodzów (w tym Tecumtum, czy Limpe) była niezadowolona z obrotu spraw. Traktat, który miał im przynieść pokój i dobrobyt, niczego nie zmienił w stosunkach z białymi. Dlatego nie powstrzymywali oni swych porywczych wojowników od ataków na białych. Poza rezerwatem przebywały ponadto grupy, które nie podpisały traktatu z 1853. Sprawcy napadów byli ścigani przez wojsko z Fort Lane i osadników, jednak ciężki górski teren często pozwalał im umknąć.

### Pierwsze starcia
Tymczasem nastroje się podgrzewały. W maju 1855 grupa Indian znad rzeki Illinois zamordowała po południowej stronie gór Siskiyou, na terenie Kalifornii górnika nazwiskiem Hall. Grupa Kalifornijczyków poszukująca zabójców górnika wkroczyła do doliny Illinois. Ambrose zdążył przekonać Indian by udali się pod jego ochronę do rezerwatu. Ale nie wszystkich – Kalifornijczycy zabili 5 mężczyzn i kobietę. W tym samym czasie w Deer Creek zginął jeden osadnik (Philpot) a drugi został ranny. Z kolei 1 czerwca na drodze z Jacksonville do Josephine County zginęło 2 osadników: Jerome Dyer i Daniel McCue. 27 lipca grupa Indian Klamath, wśród których było 2 Rogue napadła pod Humbug Creek na obóz poszukiwaczy złota. Zginęło 12 poszukiwaczy. Rogue po napadzie schronili się w rezerwacie, jednak kapitan Smith wymusił ich wydanie władzom. Obaj zostali powieszeni w Yreka.
Kiedy w dolinie Rogue narastała presja na nową wojnę, Inspertor Joel Palmer zdobywał kolejne ziemie indiańskie na wybrzeżu. 17 sierpnia 1855 podpisał traktat z mieszkańcami dolnego biegu rzeki Umpqua i zatoki Coos, zaś 23 sierpnia z częścią Coquillów. Jednak 26 niespodziewana przeszkoda uniemożliwiła zawarcie traktatu w ujściu rzeki Rogue z resztą szczepów południowego wybrzeża Oregonu: Indianie uciekli, gdy żołnierze przynieśli na plac rozmów ciała dwóch Indian i trzech białych. Do incydentu doszło gdy żołnierze wieźli w kanu do Palmera młodego Indianina aresztowanego przez agenta Bena Wrighta za zranienie w bójce białego górnika. Górnik tym się nie zadowolił i wraz z dwoma innymi białymi ruszył za żołnierzami w innym kanu. Gdy się zbliżyli otworzyli ogień i zabili więźnia oraz drugiego Indianina. Żołnierze odpowiedzieli ogniem zabijając całą trójkę napastników. 4 dni później Indianie wrócili do rozmów i 8 września podpisano traktat z ostatnimi wodami Coquillów. Traktatem (którego żaden z indiańskich sygnatariuszy nie był w stanie przeczytać) tworzył z plemion wybrzeża konfederację, dla której rząd miał wypłacić rentę w wysokości 90000 $ płatną w ciągu 16 lat a w zamian Indianie odstąpią 11300 mil kwadratowych swego terytorium. Indianie obiecali, iż udadzą cię do przeznaczonego im rezerwatu w ciągu roku po ratyfikacji go przez Kongres. Palmer obiecał utworzenie na jego terytorium 2 tartaków, 2 młynów, 4 szkół, specjalną pomoc dla rolników, młynarzy, lekarzy, nauczycieli. Palmer miał zamiar promować w rezerwacie własność indywidualną zamiast plemiennej. Z poparciem rządu chciał podzielić ziemię rezerwatu na indywidualne działki (minimum 60 akrów na rodzinę). Skonfederowane plemiona zgodziły się również uznać prawo Kongresu dla utworzenia praw rządzących rezerwatem i przyrzekły zachować przyjaźń w stosunku do Amerykanów.

### Kolejne ofiary
We wrześniu nadal narastało napięcie. 2 września koło Bear Creek, zginął jeszcze jeden osadnik (Granville Keene) zaś dwóch zostało rannych (weszli na teren rezerwatu by odzyskać skradzione mienie). 24 września w górach Siskiyou zginęło dwóch kolejnych białych (Calvin M. Fields i John Cunningham) i 2 zostało rannych spośród grupy pędzącej bydło do Yreka. Pościg nie dał rezultatu. 25 września prawie w tym samym miejscu zginął Samuel Warner. Według raportu z 28 września Indianie zabili 22 białych, zaś adiutant Charles S. Drew z 1 pułku dragonów oskarżał Rogue o zabicie 10 białych pomiędzy 1 czerwca i 25 września. Drew określił też ucieczkę Indian z rezerwatu przed głodem i zarazą jako „konspirację” mającą na celu przygotowanie wystąpienia przeciw białym.
Niezadowoleni osadnicy postanowili wtedy sami wymierzyć sprawiedliwość. Jak stwierdził John Beeson, biały osadnik mieszkający w dolinie Rogue i sympatyzujący z Indianami, o wojnie postanowili osadnicy zebrani na publicznym zebraniu w Jacksonville, zwłanym przez członka zgromadzenia ustawodawczego Terytorium Oregon – Jamesa Luptona. Palmer nie miał żadnych środków, by powstrzymać wybuch obustronnej przemocy, gdyż większość wojska była na północy Terytorium w związku z wojną z plemieniem Yakima (wywołaną zabiciem przez Indian aroganckiego i skorumpowanego agenta). Rozpoczynał się kolejny, tym razem znacznie bardziej krwawy konflikt…

### Atak pod Little Butte Creek
Na czele “krucjaty” przeciwko Rogue stanął samozwańczy “major” James Lupton. Pod jego dowództwem w Jacksonville skoncentrowało się 115 ochotników z Jacksonville i Yreka. Przed 7 października Lupton wraz z 36 ludźmi skierował się do obozu Rogue wodza Jacka nad Littre Butte Creek położonego w niewielkiej odległości od rezerwatu. Przybył tam wieczorem i otoczył go. Osadnicy sądzili, iż w obozie tym znajdują się sprawcy mordów na osadnikach. Przed świtem 8 października ochotnicy uderzyli na obóz. Części Indian udało się ujść, lecz wielu mężczyzn kobiet i dzieci zginęło. Inna grupa ochotników zabiła 3 Indian z grupy wodza Sambo. Łączna liczba ofiar tego ataku szacowana jest na 30-40. Żołnierze z Fort Lane, którzy przybyli na miejsce znaleźli 28 ciał (z czego połowa to kobiety i dzieci), lecz przypuszczali, że wielu rannych zmarło od ran z dala od obozu. Ponadto część ciał mogła znieść woda. Drew próbował usprawiedliwiać śmierć kobiet i dzieci mówiąc, iż „ochotnicy zaatakowali w ciemnościach, gdy ciężko było rozróżnić mężczyznę od kobiety”. W walce zginął sam Lupton – trafiony strzałą, zaś 11 ochotników zostało rannych (1 zmarł).
Po bitwie część Indian z rezerwatu przybyła do Fort Lane, by otrzymać ochronę (grupy wodzów Toquaheara, Elijaha i Sambo – ponad 300 osób), lecz większość uciekła w dół doliny.
Według Bensona ochotnicy rozproszyli się po Dolinie zabijając każdego Indianina, który wpadł im w ręce. Raporty dla Palmera są brutalne. Jeden z ochotników miał opowiadać Bensonowi: „znaleźliśmy grupę chorych i zagłodzonych Indian, którzy błagali nas o miłosierdzie i żywność. Zrobiło mi się ciężko na sercu, ale mieliśmy rozkaz zabić wszystkich. Tak też zrobiliśmy”. Została zastrzelona indiańska dziewczynka przynosząca wodę jej białym pracodawcom zaś grupa górników powiesiła chłopca. Wysłannik z Doliny Rogue powiadomił Palmera, iż osadnicy rozpoczęli bezprzykładną masakrę wszystkich Indian i „zabili 106 mężczyzn kobiet i dzieci”.

### Masakra osadników w Dolinie Rogue
W odpowiedzi na atak białych Rogue ze zdziesiątkowanego szczepu wodza Jacka połączyli się ze szczepami Tecumtuma i Limpy. 9 października połączone szczepy ruszyły w dół rzeki Rogue zabijając po drodze białych i paląc ich farmy. Łącznie zginęło 19 białych, kilku zostało rannych. Czasami osadnicy bronili się zaciekle – jeden z nich Harris, zanim zginął zabił 1 napastnika i ranił drugiego.
10 października zginęli kolejni – doktor Reavis i dwóch osadników w Grave Creek i dwie młode kobiety podróżujące do Crescent City o nazwiskach Hudson i Wilson.
Po tych wydarzeniach stało się jasne, że wybuchła kolejna wojna. Gubernator Oregonu George Law Curry ogłosił mobilizację milicji. „The Oregon Statesman” przyklasnął ochoczo kolejnej wojnie z Indianami. Jednak nie wszyscy biali chcieli wojny. W Cow Creek miejscowi osadnicy porozumieli się z Indianami w sprawie zachowania pokoju.
14 października do kapitana Smitha w Fort Lane nadeszły wieści o kolejnych krokach Indian. Posuwali się oni w dół Grave Creek. Wysłany tam natychmiast oddział 30 ochotników znalazł ciała 2 zabitych górników.

### Atak na obóz górników w Skull Bar
13 października uciekający w dół rzeki Rogue natknęli się na ufortyfikowany obóz górników w Skull Bar koło ujścia Galice Creek. 17 października Rogue pod wodzą Cholcultaha (zwany przez białych „George”) i Limpy zaatakowali obóz. Górnicy i kupcy (ok. 40) ścięli okoliczne krzaki, by nie zostawić Indianom miejsc, w których mogliby się ukryć. Jednak wykorzystali oni sterty opadłych liści jakie pozostały. J.W. Pickett wraz z sześcioma ludźmi usiłował je usunąć w momencie ataku, lecz został zabity a jego ludzie musieli się wycofać. Jednak udało się to kolejnej grupie. W walce zginął jeden ze znanych wojowników Shasta. Indianie nie mogli podejść, lecz górnicy nie mogli ich odrzucić. Rogue zaczęli zasypywać obóz płonącymi strzałami, lecz górnicy zdążali je ugasić zanim wyrządziły większe szkody. W czasie gdy Cholcultaha i Limpy trzymali w szachu górników, inna grupa Indian spaliła pobliską osadę Galice. Po zapadnięciu zmroku Indianie wycofali się unosząc swe ofiary (kilku zabitych i rannych). Biali stracili 4 zabitych i 11 rannych. Pośród rannych był Indianin Umpqua, który przebywał w obozie górników i utrzymywał przyjazne stosunki z białymi.

### Atak w Cow Creek
Kolejny atak – na karawanę kupców i poganiaczy zwierząt, miał miejsce w Cow Creek 23 października. Zginął jeden z właścicieli karawany – Holland Bailey, zaś 4 poganiaczy zostało rannych. Jednocześnie spłonęło wiele farm białych nad tym potokiem. Nie było możliwością ochranianie każdego domu na całym obszarze objętym walkami, więc osadnicy zaczęli się koncentrować w ufortyfikowanych punktach.
Charles S. Drew został mianowany pułkownikiem milicji hrabstwa Jackson. Jednocześnie rząd Terytorium chciał przejąć kontrolę nad mobilizacją milicji Terytorialnej. Gubernator zażądał utworzenia 10 kompanii do walki z Yakima i 9 kompanii do walki z Rogue. Kompanie przeznaczone do walki z Rogue miały być zorganizowane w 2 bataliony: północny (5 kompanii) i południowy (4 kompanie z hrabstwa Jackson). Jednocześnie adiutant generalny Terytorium E. M. Barnum wydał „rozkaz nr 10”, w którym nakazywał rozwiązanie wszelkich grup zbrojnych na obszarze Terytorium, które nie znajdują się na żołdzie Terytorium. Jednak „nieautoryzowani” ochotnicy wciąż znajdowali się w polu. Grupa takich właśnie ochotników zaczęła wprowadzać w kanionie Umpqua swój plan wojny na wyniszczenie. Grupa składała się w dużej części z uczestników najazdu na rezerwat Table Rock 8 października z kompanii Luptona. Według sprawozdania agenta Ambrose’a, 24 października koło Lookingglas Prarie grupa ta zaatakowała obóz pokojowej grupy Indian (ok. 30 osób) zabijając 8 z nich. Dzień po tym wydarzeniu Joel Palmer zaproponował komisarzowi Manypeny by w celu ochrony 344 pokojowych Indian, którzy schronili się w Forcie Lane i są narażeni na atak i „anihilację” przesiedlić Rogue nie biorących udziału w walce do ujścia rzeki Neachesna na środkowym wybrzeżu Oregonu. Rezerwat Table Rock powinien być opuszczony. Do nowego rezerwatu powinni być także przesiedleni Indianie z południowego wybrzeża Oregonu, którzy według Palmera „tak jak Rogue z wnętrza lądu żyją otoczeni bezwzględnymi ludźmi”.

### Atak ochotników na wioskę Coquille
W tym czasie Ben Wright – niepewny agent Palmera na wybrzeżu – ruszył do wioski Coquillów, aby uspokoić ich, gdyż zostali poruszeni wieścią, iż maszeruje na nich oddział z kanionu Umpqua. Gdy Wright wracał napotkał na zbrojny oddział białych jednak idących nie z Umpqua a z Coos Bay. Ochotnicy powiedzieli mu, że idą chronić białych przez najazdem Coquillów. W odpowiedzi Wright zaprowadził ich do wsi, z której dopiero co wracał i pozostawił jednego z ochotników nazwiskiem Hall by miał oko na Coquillów. Następnie ochotnicy zamordowali 8 Indian. Tego samego dnia uważani za spokojnych Indianie z Cow Creek zaatakowali małą karawanę zabijając 1 białego i raniąc 4.

### Starcie koło Grave Creek
25 października Rogue po raz pierwszy zaatakowali oddział regularnej armii USA. Był to 12 osobowy oddział wydzielony z kompanii H 3 pułku artylerii pod dowództwem porucznika Augusta V. Kautza z 4 pułku piechoty. Po pierwszych strzałach Kautz padł na ziemię. Jego żołnierze myśląc, iż został zabity rzucili się do ucieczki. W trakcie ucieczki Rogue zabili dwóch z nich (jest też informacja jakoby w tym starciu miało też zginąć 3 cywili). W końcu żołnierze schronili się w Fort Lane, dokąd później dotarł też porucznik Kautz – okazało się, że kula trafiła prosto w kieszonkowy pamiętnik nie czyniąc mu większej krzywdy.
Po uzyskaniu informacji o ataku na wojsko pod Grave Creek kapitan Smith wyruszył z kompaniami C i E 1 pułku dragonów i kompaniami D i E 4 pułku piechoty (łącznie 105 żołnierzy). Inny „kapitan” Smith wiódł ze sobą 145 ochotników milicji „pułkownika” Rossa. Oddziały ruszyły w dół rzeki Rogue, przekroczyły ją w Vannoy's Ferry i ruszyły na północ w kierunku Grave Creek.

### Bitwa pod Hungry Hill
28 października zwiadowcy odkryli Indian na wzgórzu zwanym Hungry Hill. Było tam ok. 500 Umpqua, Shasta, Rogue i Klamath wodzów Tecumtuma, Cholcultah, Limpy i innych. Po ściągnięciu dodatkowych kompanii ochotników siły kapitana Smitha osiągnęły poziom 105 żołnierzy I ok. 250 milicji. 31 października Smith uderzył. Indianie zajmowali silne pozycje na wzgórzu i odparli kilka ataków białych zadając im straty. Po dwóch dniach walki, gdy zaczęła się wyczerpywać amunicja i żywność Smith zarządził odwrót. Armia straciła 4 poległych i 7 rannych, zaś milicja 8 zabitych i 18 rannych. Straty Indian są nieznane. Po wojnie określili je na 15 wojowników.
17 listopada po otrzymaniu wieści, iż zostało spalonych część farm koło Jump Off Joe Creek, major Bruce rzucił do pościgu oddział milicji Martina. Oddział dopadł małą drupę Indian i zabił ośmiu z nich.

### Potyczka pod Littre Meadows
Pod koniec listopada milicja podjęła kolejną próbę pochwycenia Rogue i ich sojuszników. 286-osobowy batalion milicji Jamesa Bruce’a połączył się z 146 osobowym oddziałem z 4 pułku piechoty kapitana Henry M. Judaha. Bruce ruszył w dół rzeki, zaś Judah najpierw udał się do Grave Creek. Judah i jego ludzie biwakowali koło ujścia potoku Whisky, potem pomaszerowali 12 mil na zachód w najbardziej izolowaną część kraju Rogue, gdzie mieli się spotkać z Bruce’em. 26 listopada w Little Meadows, otwartym płaskowyżu w zalesionych górach, Judah zauważył odległe o około milę ognie obozowe rozłożone na brzegu rzeki. Najpierw pomyślał, że to Bruce, lecz wkrótce jego siły pojawiły się na drugim końcu łąki. Później jednak, Bruce pojawił się na drugim końcu łąki. Wysłani szybko zwiadowcy stwierdzili, że nad rzeką obozuje ok. 150 Indian wraz z rodzinami. Judah ze swymi ludźmi ruszył w dół góry, zaś Bruce i jego ochotnicy cofnęli się by przekroczyć rzekę i zaatakować od południa. Niefortunnie Rogue usłyszeli odgłos ścinanych drzew, z których ochotnicy chcieli zbudować tratwy. Strzelanina trwała cały dzień. Rogue wycofali się zanim nadszedł Judach. Starcie kosztowało ochotników 1 zabitego i 4 rannych. Indianie stracili 3 ludzi.

### Atak na wioski koło Littre Butte Creek
Z nadejściem zimy Dolinę Rogue zasypała gruba warstwa śniegu. 24 grudnia dwie 30-osobowe kompanie ochotników pod dowództwem „kapitanów” Milesa T. Alcorna i E. A. Rice’a ruszyły w kierunku potoku Littre Butte Creek, nad którą obozował niebiorący udziału w wojnie szczep wodza Jacka. Ochotnicy dodali sobie kurażu alkoholem. Przy północnym ramieniu potoku Alcorn i jego ludzie zaatakowali wioskę Rogue, zabili 8 mężczyzn, spalili wioskę i wszystkie zapasy i pozostawili kobiety i dzieli na mrozie, bez pożywienia. W tym samym czasie oddział Rice’a zaatakował drugą wioskę w ujściu potoku, gdzie zabił 11 mężczyzn zaś kobiety i dzieci wziął do niewoli i odstawił do Fort Lane. Wielu z ocalałych zmarło z zimna lub doznało odmrożeń. Później generał John E. Wool, dowódca wojskowego Departamentu Pacyfiku określił tę akcję jako „zorganizowane morderstwo”. Atak ten spowodował rozbicie szczepu Jacka.

### Starcie w Applegate Creek
1 stycznia 1856 do majora Bruce przyszły wieści, że ludzie Apserkaheara zajęli część opuszczonych chat nad Applegate Creek i ufortyfikowali je. Kapitan Rice ruszył tam z 2 kompaniami ochotników. Dołączył do nich też 25-osobowy oddział żołnierzy. Rice prosił też kapitana Smitha aby przydzielił mu haubicę. Po drodze ochotnicy byli niepokojeni przez Indian, którzy 2 stycznia zabili Martina Angela – jednego z najbardziej jadowitych „eskterminatorów”. Tego samego dnia koło Jacksonville Rogue zabili też myśliwego Charlesa Hule’a, polującego na wzgórzach koło Jacksonville. Zanim kolumna dotarła do Applegate Creek, straciła amunicję do haubicy, gdy niosący ją muł spadł w przepaść. Dopiero gdy 5 stycznia dotarła nowa amunicja Bruce mógł zaatakować. Gdy pociski z działa zapaliły chaty Indianie rzucili się do ucieczki do lasu pozostawiając wiele kobiet i dzieci. W starciu został zabity kolejny ochotnik (doktor W. Myers), zaś 3 odniosło rany. Indianie mieli 3 zabitych, zaś 1 mężczyzna i 2 dzieci zostało rannych.
Po starciu na miejsce przybył major Bruce, który z częścią ludzi ruszył tropem uciekinierów z Applegate Creek na zachód. 21 stycznia napotkali oni na obóz Indian. W starciu jakie się wywiązało zginął kolejny ochotnik, zaś inny został ciężko ranny. Biali stracili też 12 koni.

### Potyczka koło Cow Creek
Kiedy major Bruce i kapitan Rice poszukiwali Indian wzdłuż rzeki Applegate, 3 kompanie ochotników pod dowództwem Josepha Baileya przeczesywały dopływy rzeki Umpqua. Bailay nie znalezł tubylców, lecz Umpqua znaleźli jego. 22 stycznia część ochotników zawróciło, gdyż z powodu ciężkiej drogi nie mogły się dalej poruszać muły z żywnością oddziału. Z Bailey’em pozostało 70 ludzi. 23 stycznia 1856 ochotnicy rozłożyli się obozem na górskiej łące, niedaleko której droga z Oregonu do Kalifornii przecinała potok Cow Creek. Biali nie wystawili wartowników. Gdy zebrali się wokół ognisk Umpqua otworzyli ogień i zabili dwóch członków milicji oraz ranili jednego.
W tym na północnym zachodzie USA oprócz dwóch wojen (z Rogue i Yakima) toczyła się jeszcze jedna wojna – Wojna Zatoki Puget. 26 stycznia tam właśnie miało miejsce, które wstrząsnęło białymi. Indianie zaatakowali Seattle i zajęli oraz zniszczyli część miasta, zanim zostali wyparci. Wydarzenie to skłoniło władze Oregonu do wysłania w dniu 30 stycznia alarmistycznego memoriału do prezydenta Pierce’a. W memoriale stwierdzali, że prawie wszyscy Indianie z Terytoriów Oregon i Waszyngton „niesprowokowani przez białych” rozpoczęli niespotykaną masakrę wszystkich białych, którzy wpadli w ich ręce. O ile ochotnicy z lokalnych milicji byli chwaleni, o tyle skrytykowano działania generała Woola, który nie chciał angażować armii USA w walki i dostarczyć uzbrojenia i amunicji ochotnikom. Sygnatariusze memoriału żądali zwolnienia generała ze stanowiska. Jednocześnie pod ostrzałem politycznych przeciwników znalazł się Inspektor Joel Palmer, jako wykonawcy paternalistycznej polityki rządu federalnego wobec Indian i jego działania zmierzające do utworzenia rezerwatów, w których Indianie byliby zabezpieczeni przed białymi. Jednocześnie 26 stycznia dowódcą milicji terytorialnej został John K. Lamerick, który otrzymał stanowisko generała brygady milicji. 12 lutego Limerick postanowił o mobilizacji dodatkowych 4 kompanii w celu wzmocnienia „Batalionu Północnego”.
Tymczasem rozpoczęło się przesiedlanie Indian nie biorących udziału w konfliksie do nowego rezerwatu Grande Ronde – małej doliny nad rzeką Yamhill, gdzie Palmer zamierzał utworzyć dla nich bezpieczny rezerwat. 31 stycznia ruszyło tam 300 Indian ze szczepów Umpqua i Calapooya. Indianie otrzymali obietnicę otrzymania takiej samej ilości ziemi jaką mieli w Dolinie Umpqua i domy takiej samej klasy lub lepsze od tych, które opuścili. 23 lutego agent George Ambrose wysłał do Palmera pismo, w którym zawiadamiał go, że Toquahear i jego ludzie, którzy nie przyłączyli się do wojny wyruszyli w długi marsz do Grand Ronde. Ich marsz odbywał się pod osłoną 106 żołnierzy poruczników Underwoda i Hazena. Kolumna nie była atakowana, lecz podczas biwaku koło Grove Creek jeden z Indian szukający poza obozem konia został zastrzelony przez nieznanego osobnika. Mniej więcej w tym samym czasie w dolinie Illinois zginęło dwóch a zostało rannych trzech osadników, zaś zaraz po tym koło Deer Creek zginął kolejny. Pościg za napastnikami podjęty przez oddział kapitana O’Neila nie dał rezultatu.
Tymczasem na południu – Tecumtum i jego ludzie, którzy zbiegli w góry nadal byli niepokonani. Wojna zaczęła się przenosić na wybrzeże. Wkrótce doszło tam do tragicznych wydarzeń.

### Masakra koło Gold Beach
Już w listopadzie 1855 poszukiwacze złota z Gold Beach w ujściu rzeki Rogue utworzyli kompanię ochotników do patrolowania okolicy. Jej kapitanem wybrano Johna Polanda. Po trzech miesiącach sądząc, że Indianie uspokoili się, ochotnicy wrócili na wybrzeże. Pobliski szczep Indian Rogue – Tutuni, mimo że wiedział o toczących się w górze rzeki walkach, do tej pory zachowywał pokój. Jednak wieści o masakrach (jak ta z 24 grudnia) oraz obecność uzbrojonej milicji w pobliżu wzburzyły ich. Półkrwi Kanadyjczyk imieniem Enos poderwał ich do walki i uzbroił. Atak miał nastąpić w momencie obchodów rocznicy urodzin George’a Waszyngtona. 22 lutego większość ochotników udało się na salę balową, by się bawić. W obozie John Poland pozostawił tylko niewielką wartę składającą się z 14 ludzi. Tutuni uderzyli na śpiący obóz. Indianie już w pierwszym ataku zabili 9 zaspanych strażników, 5 uciekło do lasu. Pobliscy osadnicy słysząc hałas i krzyki pobiegli na salę balową by ostrzec pozostałych, śpiących tam ochotników. Tutuni tymczasem zaatakowali pobliskie zabudowania i zabili wielu osadników, jedna kobieta i jej dwie córki zostały wzięte do niewoli. Tymczasem Poland nieświadomy wydarzeń przebywał w domu agenta Bena Wrighta. Wright był odpowiedzialny za masakrę pokojowych Modoków w 1852, lecz Poland nie podejrzewał zdrady, gdy do chaty Wrighta przybyło kilku Tutuni mówiąc, że Enos sprawia kłopoty i proszących o pomoc w tej sprawie. W drodze do obozu oboje zostali nagle zaatakowani, zamordowani i okaleczeni. Tutuni wycięli serce Wrighta i zjedli je. Okoliczni osadnicy (ok. 130 osób) schronili się w tymczasowym posterunku nazwanym przez nich „Miner Fort”. Indianie byli zadowoleni ze zdobytych dóbr oraz spalenia i splądrowania osady. Łącznie tego dnia zginęło 36 ochotników i cywili (wliczając 6 osobową załogę łodzi wielorybniczej wysłanej z Port Orford w celu zorientowania się w sytuacji, która utonęła, gdy łódź poszła na dno), spalonych zostało 60 domów. 25 lutego „Miners Fort” odparł pojedynczy atak Indian. Później dochodziło do pojedynczych incydentów. Pod osłoną ciemności osadnicy wybierali się by zdobyć mleko dla dzieci (krowy pasły się koło fortu). Później też próbowali wybierać ziemniaki. Próba zakończyła się śmiercią 1 osadnika i zranieniem 4. Dopiero po 31 dniach osadnicy zostali uwolnieni przez wojsko.
19 marca nastąpiła wymiana w dowództwach obu batalionów milicji. Nowymi dowódcami zostali pułkownik Kelsey (batalion północny) i podpułkownik Chapman (batalion południowy). Stanowiska majorów utrzymali Bruce i Latshaw.

### Ofensywa Armii
Dowódca Departamentu Pacyfiku, generał Wool, nie lubiący milicji postanowił zakończyć wojnę siłami regularnej armii. Miał on 3 kolumny wojska: 2 kompanie w Crescent City (kapitan Ord i porucznik Jones), dwie kompanie w Port Orford (major Reynolds i kapitan Augur) i 2 kompanie kapitana Smitha w Fort Lane. Pod ogólnym kierownictwem podpułkownika Roberta C. Buchanana z 4 pułku piechoty miały one złapać w pułapkę u ujścia rzeki Illinois krnąbrne szczepy Rogue. Tam miało dojść do spotkania wodzów z Palmerem, który miał nadzieję przekonać Indian do przerwania walki i udania się do rezerwatu na wybrzeżu, na zachód od doliny Williamette. 13 marca oddział kapitana Augura stoczył potyczkę z Rogue zabijając 5, bez strat własnych. Kapitanowi Edward O. C. Ordowi i jego kompanii B 3 pułku artylerii udało się 20 marca koło ujścia rzeki Rogue zaskoczyć grupę Indian. 8 tubylców zginęło, 8 zostało rannych. Ord miał 2 rannych. 24 marca siły Smitha stoczyły walkę w Dolinie Illinois – straty wyniosły 2 rannych. Straty Indian to prawdopodobnie 2 zabitych.

### Bitwa nad rzeką Pistol River
George H. Abbot wraz z 34 osobową kompanią ochotników z Crescent City w Kalifornii ruszył w kierunku północnym nie czekając na oddziały regularne Buchanana. 16 marca nad rzeką Pistol (10 mil na południe od Gold Beach) ochotnicy natknęli się na opuszczoną wioskę Rogue, którą spalili. Abbot zauważył w oddali 2-3 Indian pasących stado koni. Chcąc je zdobyć ruszył w ich kierunku z 13 ludźmi. Jednak niespodziewanie okazało się, że Indian jest dużo więcej – ok. 50 i coraz więcej przybywało ich z każdą minutą. Abbot znalazł się w tarapatach. Śpiesznie wycofał się na wybrzeże, gdzie pośpiesznie zbudował barykadę z wyrzuconego na brzeg drewna i posłał po pomoc do Buchanana. Wkrótce Rogue otoczyli ochotników i zasypali ich pociskami. Noc nie przerwała starcia. Po południu 17 marca przybyły kolejne grupy Indian. Rogue zaczęli podchodzić coraz bliżej pod prowizoryczne umocnienia. Wtedy Abbot zorganizował kontratak. Walka cały dzień, jednak sporadyczna wymiana strzałów trwała aż do momentu nadejścia Buchanana 19 marca. Ochotnicy stracili 10 koni i 20 mułów, jednak zaledwie 1 zabitego i 2 rannych. Rogue stracili 12 zabitych i ok. 10 rannych.

### Starcia z milicją w Dolinie Illinois
23 marca Dolinie Illinois Rogue Tecumtuma zaskoczyli grupę podróżujących białych. 2 zginęło zaś trzeci zmarł później od ran. Major Bruce wysłał na miejsce znajdującą się najbliżej kompanię O’Neala (ok. 50 ludzi). Gdy tylko ochotnicy przybyli do znajdującej się w pobliżu farmy Hayesa (która stanowiła umocniony punkt) zostali otoczeni przez ok. 200 Indian. W wyniku wymiany ognia śmiertelne rany odniósł 1 ochotnik. Starcie trwało do zapadnięcia zmierzchu, gdy Indianie odeszli w kierunku nadciągającej z Crescent City karawany mułów. Zabili meksykańskiego poganiacza i zranili kupca Evansa i zagarnęli cały towar (m.in. ubrania, broń i amunicja). Po otrzymaniu wieści major Bruce ruszył z wszystkimi dostępnymi siłami. 25 marca Bruce z 25 osobowym oddziałem znajdował się na szpicy, podczas gdy siły główne znajdowały się bardziej z tyłu. Nagle oddziałek Bruce’a znalazł się w krzyżowym ogniu. Widząc przewagę Indian (ok. 100 wojowników) Bruce rozkazał się wycofać. Dopiero gdy nadeszła reszta sił Rogue zaczęli ustępować. Starcie kosztowało białych 3 zabitych. Rogue ponieśli prawdopodobnie większe straty (zaobserwowano co najmniej 3 zabitych).

### Starcie koło Cow Creek
W tym samym czasie gdy toczyły się utarczki w Dolinie Illinois miały miał miejsce pościg za ludźmi Umpqua (ok. 50 wojowników). Zaczęło się od ataku na umocniony punkt zwany Fort Martindale, obsadzony przez 10 ludzi z kompanii kapitana Buoya. Jednocześnie Indianie rabowali i palili okoliczne domy osadników. W ciągu 6-dniowego pościgu od 24 do 30 marca milicja zdołała zabić jedynie 1 wojownika, przy stracie 1 zabitego i 2 rannych.

### Atak na wieś Coquille
1 kwietnia oddział ochotników z Port Orford dotarł w okolice rzeki Coquille, gdzie zaatakował napotkaną wieś. 15 Indian zginęło, 32 kobiety i dzieci zostały wzięte w niewolę.
22 kwietnia 11 osobowy oddział zwiadowców kapitana Bledowa z Port Orford zaskoczył grupę Indian (12 mężczyzn i 3 kobiety) płynących potokiem Lobster Creek i zabił 12 z nich (w tym 1 kobietę).

### Atak koło Big Meadows
W kwietniu Tecumtum wycofał się w okolice Meadows. Generał Lamerick ruszył w tamtym kierunku z oddziałami milicji. 21-22 kwiernia dotarły one w obszar Big Meadows - Little Meadows. W ciągu kilku dni odkryto obozowisko Indian (ok. 500) o 3 mile w dół rzeki. Odkrycie zabitego i okaleczonego ok. 25 kwietnia koło Meadows osadnika zwiększyło determinację białych. Na 27 kwietnia przygotowano atak. Pułkownik John Kelsey (dowódca północnego batalionu milicji) z ok. 150 ludźmi miał uderzyć od frontu, podczas gdy major Bruce z kolejnymi 150 ludźmi miał przekroczyć rzekę i odciąć drogi odwrotu. Mglistym rankiem oddziały milicji ruszyły do akcji. Ludzie Kelseya na północnym brzegu podeszli pod obóz i nie wykryci oczekiwali na pojawienie się wojsk Bruce’a na południowym brzegu. Kiedy mgła się podniosła – z obu stron został otworzony morderczy ogień. Atak był kompletnym zaskoczeniem. Już pierwsze salwy zabiły 15-20 osób. Chaos nie pozwolił zorganizować skutecznej obrony. Łącznie zginęło ok. 50 Indian. Straty milicji wyniosły 1 zabitego i 1 rannego. Strzelanina toczyła się przez cały dzień 28 kwietnia. 29 kwietnia oddziały odkryły, że Indianie umknęli w dół rzeki. Na terenie Big Meadows postanowiono wznieść fortyfikację nazwaną na cześć dowódcy milicji Terytorium „Fort Limerick”.
Tymczasem trwała ofensywa wojsk regularnych. 26 kwietnia kapitan Ord i 112 żołnierzy z 4 pułku piechoty wkroczyło do głównej wioski Rogue ze szczepu Mikonotunne położonej w Skookum House Prairie. Wieś okazała się pusta, lecz gdy żołnierze zaczęli ją palić, Rogue otworzyli do nich ogień i zranili 1 żołnierza. Wojsko odpowiedziało ogniem i zabiło 5 napastników. 3 dalszych utonęło, gdy wywróciło się ich kanu. 29 kwietnia miało też miejsce kolejne starcie – nad rzeką Chetco, gdzie miejscowi Indianie zaatakowali konwój osłaniany przez kapitana Orda z 60 ludźmi. Chetco zostali odparci tracąc 6 zabitych. Straty Orda ograniczyły się do 1 zabitego i 3 rannych. Na początku maja pułkownik Buchanan skierował wszystkie oddziały regularne do Oak Flat przy ujściu rzeki Iliinos do Rogue. Wojsku towarzyszyło kilku wcześniej schwytanych Indian, którzy mieli pośredniczyć w rozmowach z nim i inspertorem Palmerem. 21 maja doszło do spotkania z wodzami Rogue. Spotkanie nie było przyjazne mimo wysiłków czynionych przez przywódców białych. Tecumtum powiedział do Buchanana: „Jesteś wielkim wodzem, więc jestem. To mój kraj. Żyłem tu, gdy te wielkie drzewa były jeszcze małe – nie sięgające wyżej niż moja głowa. Moje serce nie pragnie wojny, lecz pragnę żyć w moim kraju. Jeśli biali są na to gotowi – wrócę do Deer Creek i będę żył pośród nich jak już żyłem wcześniej. Oni mogą odwiedzać mój obóz, ja mogę odwiedzać ich. Ale nie złożę broni i nie pójdę z wami do rezerwatu. Będę walczył. Do widzenia!”. Jednakże inni wodzowie zostali przekonani argumentami i zgodzili się złożyć broń w dniu 26 maja w Meadows i pozwolili by odeskortowano ich do rezerwatu na wybrzeżu (kapitan Smith drogą przez Fort Lane, inni dowódcy przez Port Orford a następnie morzem).

### Bitwa pod Big Meadows
26 maja Smith tak jak było ustalone czekał wraz z 80 dragonami na Big Meadows. Jednak Indianie nie przybyli. Dopiero wieczorem przybyło kilka osób, które poinformowały go, iż Tecumtum zdecydował się uderzyć na wojsko. Smith przeniósł obóz na wyżej położone miejsce pomiędzy dwoma strumieniami i posłał kuriera do Buchanana. Rankiem 27 maja przybyli Indianie. Zaczęli oni wołać do Smitha, że przybyli by złożyć broń i chcieli się z nim spotkać. Jednak ostrzeżony Smith na to się nie nabrał i zażądał, by Indianie złożyli broń poza obozem. Wojsko ustawiło się w szyku do walki i miało ze sobą haubicę. Indianie widząc, że nie wejdą z bronią do obozu, ok. 11.00 zaatakowali zbocza od wschodu i zachodu. Z jednej strony atak został odparty przez haubicę, z drugiej przez ogień broni ręcznej. W ciągu dnia żołnierze odparli jeszcze kilka ataków. Indianie zajęli też pobliskie wzgórze skąd ostrzeliwali żołnierzy. Pod koniec dnia okazało się, że z szeregów ubyło 4 zabitych i 11 rannych. Następnego dnia Rogue kontynuowali atak. W obozie żołnierzy zaczęło brakować wody, zaś straty wzrastały – liczba zabitych i rannych doszła do 1/3 stanu. Upadek jego pozycji był już tylko kwestią czasu. W tym czasie Buchanan wysłał na pomoc kompanię Augura. Dołączył do niej Joel Palmer. Gdy Augur dotarł po południu 28 maja do obozu Smitha zastał go otoczonego ze wszystkich stron przez ponad 200 wojowników. Niedaleko znajdowały się też kobiety i dzieci, które na widok wojska rzuciły się do ataku. Augur ruszył spiesznie zamierzając pochwycić kobiety i dzieci, lecz one po dobiegnięciu do rzeki załadowali się do kanu i szybko odpłynęły. Następnie Augur ruszył d ataku na wzgórze zajęte przez wojowników, lecz oni wycofali się tylko po to by zająć stanowiska na kolejnym wzgórzu, 50 jardów dalej. Augur ruszył do ataku na kolejne wzgórze, lecz Rogue uciekli. Augur w tych starciach stracił 2 zabitych i 3 rannych. Łącznie Armia straciła w tej bitwie 11 zabitych i 18 rannych. Indianie ponieśli prawdopodobnie podobne straty.
W tym samym czasie (27-30 maja) okolice przeczesywały oddziały milicji majora Latshaw’a (ok. 130 ludzi). W kilku starciach zabiły one ok. 10 Indian i wzięły do niewoli 21 kobiet i dzieci, które 31 maja zostały przekazane Palmerowi. Straty własne wyniosły 2 rannych. Po tych starciach wielu Indian poddało się z własnej woli wojsku. Tecumtum wysłał wiadomość do kapitana Smitha, że zgodzi się skapitulować, jeśli jego ludziom przyzna się prawo do zachowania broni. Propozycja została odrzucona. Podobnie odrzucone zostały propozycję zachowania połowy lub choćby 1/3 broni palnej.
W ciągu czerwca oddziały Smitha i Augara posuwały się w dół rzeki Rogue prowadząc ze sobą jeńców do Port Orford. 3 czerwca Augar zaatakował wioskę nad rzeką. Zginęło 14 Indian, zaś wielu mężczyzn kobiet i dzieci miało utonąć w czasie próby ucieczki przez rzekę. 10 czerwca Buchanan ruszył do Port Orford wraz z 277 jeńcami. 11 czerwca do Palmera przybyło dwóch synów Tecumtuma by rozmawiać o warunkach poddania się. Palmer powtórzył im warunki Buchanana i wysłał do wodza dobrze znanego mu Rogue, który był już w rezerwacie Grand Ronde. 12 czerwca Palmer stwierdził, że w obozie Augura jest 421 Indian. Kiedy zostali oni przekazani do obozu Buchanana, było to już ok. 700 ludzi. 13 czerwca generał Lamerick wysłał majora Latshaw’a w dół rzeki Rogue z 75 ludźmi. Milicja ruszyła wzdłuż rzeki paląc wszystkie wioski indiańskie po drodze. Następnie Lamerick wysłał majora Bruce’a nad rzekę Pistol. Bruce zaraportował, iż tamtejsi Indianie odmawiają kapitulacji i grożą zabiciem każdego białego, kto wkroczy na ich ziemie. Jednak później złożyli broń. W czasie marszu milicja Bruce’a pochwyciła 31 Indian i zabiła 3. 20 czerwca Tecumtum wysłał do obozu Buchanana 5 ludzi, którzy zapewnili go, że Tecumtum skapituluje, jeśli kapitulacja odbędzie się na tych samych zasadach co kapitulacja grup wodzów Lampe i Cholcultaha. Jednocześnie poprosił o ochronę wojska przed milicją. 21 czerwca parowiec „Columbia” zabrał z Port Orford 670 Indian (199 mężczyzn, 226 kobiet, 127 chłopców i 118 dziewczynek). „Columbia” nie była przystosowana do przewozu tak wielu ludzi (np. podczas rejsu z San Francisco do Portland przewiozła tylko 57 pasażerów). 24 czerwca Buchanan wysłał 110 ludzi majora Reynoldsa jako eskortę dla szczepu Tecumtuma. 29 czerwca Tecumtum oficjalnie skapitulował. 2 lipca Reynolds i ludzie Tecumtuma dotarli do Port Orford. Szczepy Lampe i Cholcultaha zostały również przewiezione do nowego rezerwatu przez „Columbię”, zaś szczepy Tecumtuma oraz Chetco i Pistol odbyły swą podróż lądem. Wojna się zakończyła.

## Epilog
Na południowym wybrzeżu pozostało ok. 200 Chetco i Pistol a w głębi lądu ok. 100 Rogue, którzy jeszcze jakiś czas dawali się we znaki osadnikom. Czasem dochodziło do drobnych utarczek. W marcu 1858 zginął żołnierz. W innym przypadku zabito 15 Indian, którzy próbowali ucieczki. 2 lipca 1858 zaraportowano, że ostatni czerwonoskórzy mężczyźni zostali schwytani i zabici. Pozostały tylko kobiety i dzieci, które deportowano do rezerwatów.
Do nowych rezerwatów (poza Grande Ronde również Siletz) przeniesiono łącznie ok. 4000 Indian. Wodzowie grup, które nie wzięły udziału w wojnie np. Toquahear spodziewali się, że po wojnie będą mogli wrócić do Table Rock (terenu, którego przecież nie sprzedali białym), co zresztą wcześniej obiecywali im Smith i Palmer. W nowym miejscu nie podobało im się – było zimno, wilgotno i szerzyły się choroby. Nigdy jednak nie otrzymali oni zgody na powrót.